# سلاح إشعاعي
-الأسلحة الإشعاعية أو الأسلحة المشعة أو الأسلحة الرايولوجية
تعرف الأسلحة الإشعاعية بأنها الأسلحة المستخدمة في الحروب بغرض إحداث تسمم إشعاعي متعمد أو تلوث منطقة بمصادر إشعاعية. 
-آثار وحوادث الأسلحة الإشعاعية
عادةً ما تُصنف الأسلحة الإشعاعية على أنها أسلحة دمار شامل، ويمكن استخدام الأسلحة الإشعاعية بشكل خاص لأشخاص محددين، مثل حادثة تسميم ألكسندر ليتفينينكو من قبل جهاز الأمن الفيدرالي الروسي باستخدام البولونيوم 210، أبدت عدة دول اهتمامًا بتطوير أسلحة إشعاعية وسعى العديد منها بنشاط لحيازتها وأجرت ثلاث دول اختبارات أسلحة إشعاعية.
-تعاريف و أهداف و إستخدامات الأسلحة الإشعاعية
قد تعرف أيضا الأسلحة الإشعاعية بأنها أي سلاح مُصمَّم لنشر مادة نشطة إشعاعيًّا (مُشعة) والقصد منها هو القتل والتسبب بالتمزيق أو تفجير مدينة أو دولة، وتُعرف بصفة أساسية باسم القنبلة القذرة لأنها ليست قنبلة نووية حقيقية أو فعلية ولا تمتلك قوة تدميرية مماثلة، وهي تستخدم متفجرات لنشر المادة المشعة، وتكون غالبًا وقودًا من المفاعلات النووية أو النفايات والمخلفات المشعة، ويُمكن تعريفه أيضا بأنه من الأسلحة الذي يتم من خلالها نشر مادة إشعاعية في منطقة الهدف لإلحاق أضرار أو إصابات بالأفراد، وتبعًا لتعريفه الأصلي لايلزم حدوث انفجار لإحداث تلك الآثار، إلا أن التطويرات الحديثة للتعريف الأصلي طرحت إمكانية حدوث انفجار باستخدام مواد تي إن تي التقليدية لتوسيع نطاق الآثار الإشعاعية، ولا تستخدم في تلك الأسلحة بالضرورة المواد المشعة الانشطارية المعروفة كاليورانيوم 235 أو البلوتونيوم 239 أو البولونيوم 201، فمن الممكن استخدام نظائر أخرى من البلوتونيوم واليورانيوم، أو حتى مواد كالسيزيوم 137 أو الكوبالت 60. ويمثل امتلاك هذا السلاح الذي اصطلح على تسميته «القنبلة القذرة» أحد الخيارات الأساسية لجماعات الإرهاب إذا ماتحركت في اتجاهات نووية، أي أنها قنبلة عادية ككل القنابل إلا أنها تحتوي مع مادتها التفجيرية على مادة مشعة خطرة، ويمكن استهداف المفاعلات النووية بهذا النوع من القنابل، وفقًا لما أطلقت عليه العديد من الكتابات «الحرب الإشعاعية» (Radiological War)، ويعد شن هجمات تقليدية ضد المنشآت النووية أحد أهم أساليب تلك الحرب، وهو ما تنتج عنه آثار تختلف كثيرًا عن التسربات الإشعاعية على غرار حادثة «ثري مايلز آيلاند» بالولايات المتحدة، فهذا الوضع يرتبط بحالة على غرار انفجار مفاعل تشرنوبيل في عام 1986 في أوكرانيا بالاتحاد السوفيتي السابق.
-تصنيف الأسلحة الإشعاعية عالميًا و مدى وعوامل قوتها وتأثيرها
قد اُعتُبرت الأسلحة الإشعاعية أسلحة ارهابية لخلق الذعر والفزع والكوارث والمصائب في المناطق المزدحمة بالسكان، وهذا ما يحيل الكثير من الممتلكات لمواد لاتصلح للاستعمال البشري إلا إذا عُولجَت معالجةً مكلفةً وباهظة الثمن، ويتحكم المصدر (نوع المادة المشعة المستخدمة) الإشعاعي والكمية منه في مدى تأثير هذا النوع من الأسلحة وعوامل مثل: الطاقة، ونوع الإشعاع، وفترة عمر النصف، وحجم الانفجار، والتوافر، والتحصين، والقابلية للحمل والنقل، ودور البيئة، كل هذه العوامل تقرر مدى تأثير السلاح الإشعاعي.
-المواد الإشعاعية المستخدمة في الأسلحة الإشعاعية
النظائر المشعة التي تمثل أقصى خطورة أمنية تتضمن: السيزيوم 137 ويستعمل في الأجهزة الطبية التي تعمل بالإشعاع، والكوبالت 60، والأمريسيوم 241، والكاليفورنيوم 252، والإريديوم 192، والبلوتونيوم 238، والسترونتيوم 90، والراديوم 226، كل تلك النظائر ما عدا الأخير تصنع في المفاعلات النووية. وبما أن الكمية المشتتة من الإشعاع في ذلك الحدث ستكون الحد الأدنى وأقل مايمكن فحقيقة وجود أي إشعاع كافية لخلق وبث الرعب والفزع والفوضى في الدولة أو المدينة المصابة.
-بداية الأسلحة الإشعاعية
ورد أول ذكر لها عام 1943 في وريقة أو مذكرة مرسلة إلى البريجادير جنرال ليزلي جروفز الذي يعمل في مشروع مانهاتن الشهير، ويحمل تقريرًا مُعنونًا بـاستخدام الموادص المشعة كسلاح حربي وهذا نصه:
يمكن أن تُستَعمل الذخائر الحربية المشعة لجعل المناطق المأهولة بالسكان مقفرةً غير مسكونة، ولتلويث مناطق صغيرة وحرجة وحساسة، مثل ساحات السكك الحديدية، والمطارات الجوية، ويمكن لغاز سام مشع أن يخلق كوارث بين القوات العسكرية، ويخلق الفزع والذعر في المدن الكبرى بين الكثافة السكانية هناك. والمناطق الملوثة للغاية بالغبار، والأدخنة، والأتربة، المُشعة وستبقى مناطق خطرة مابقي وظل فيها تركيز عالٍ بما يكفي من المادة المشعة، ويمكن أن تُثار هذه الأتربة المشعة الناعمة المسحوقة من الأرض بواسطة الرياح، وحركة المركبات، والقوات، إلخ؛ وتبقى خطرةً مستديمةً ناجعةً لوقت طويل، وتكون هذه المواد بنفس خطورتها الشديدة إن ابتلعت عن طريق الفم كما أنها خطيرة إن استنشقت عن طريق الأنف، والصوامع للغلال والآبار ستتلوث أيضا وسيتسمم الطعام ويكون لهم نفس تأثير استنشاق الغبار أو الدخان المشع. إنتاج أربع أيام يكفي لتلويث مليون جالونًا من المياه لدرجة أن شرب ربع جالون في اليوم الواحد يمكن أن يؤدي إلى العجز التام والضعف الكامل أو الوفاة في غضون شهر واحد.

## القنبلة الإشعاعية
وتسمى أيضا بالقنبلة القذرة، وهي قنبلة مشحونة بالإشعاعات وبسيطة التكوين وغير مكلفة ماليًا، وتهدف إلى إثارة الفزع وإلحاق أضرار وخسائر اقتصادية واسعة قد تصل إلى آلاف المليارات من الدولارات بدون إحداث خسائر بشرية كبرى، وإن كان العلماء يؤكدون أن التعرض للقذرة يعني الموت أو الإصابة بالسرطان وغيره من أمراض الإشعاع الخطيرة. فهي عبارة عن مواد مشعة تعبأ حول مادة متفجرة تقليدية وتنتشر بقوة الانفجار، والمواد المشعة التي يمكن استخدامها في صنع مثل هذه القنبلة متوفرة في الحياة اليومية في أنحاء العالم سواء في المستشفيات أو المصانع، وتختلف القنبلة القذرة عن القنبلة النووية في عدم حدوث عملية انشطار نووي، وحتى إذا لم يكن للقنبلة القذرة تأثير مدمر مماثل لما تحدثه قنبلة نووية يكفي أن نتخيل سحابة مشعة في محطة للمترو بإحدى المدن سيكون أثرها مدمرا، وعلى مدى سنوات طويلة سوف ترتفع معدلات الإصابة بالسرطان. وتتكون القنبلة القذرة من مادة مشعة وعادة ماتكون نظير السيزيوم Cs-137 ومن مادة متفجرة تقليدية، وتدخل في نطاق الأسلحة غير التقليدية. تكمن خطورة القنبلة القذرة بالأثر الإشعاعي الضار فهي من الناحية التفجيرية مثلها مثل أي قنبلة عادية من حيث قوة الانفجار، ولكن عند حدوث الانفجار تنتشر المادة المشعة والتي تقوم بتلويث البيئة المحيطة والحاق الضرر بالأشخاص الذين يستنشقون المادة المشعة.
من مميزات نظير السيزيوم عمر النصف الطويل نسبيا والبالغ 30 سنة وعمر النصف هو الزمن اللازم لاضمحلال كمية النشاط الإشعاعي إلى النصف، يعني يبقى التلوث لسنوات طويلة إذا لم يتم ازالته من قبل الدولة وطبعا ازالته تكلف مبالغ طائلة لان التلوث انتشر على مسافات كبيرة. ويوضح الباحثون والعلماء أن «القنبلة القذرة» أو «القنبلة الإشعاعية الرخيصة» لا تعتبر سلاحًا نوويًا متقدمًا، وإنما هي عبوة ناسفة تقليدية وبدائية التكوين مشحونة بالمواد المشعة، علمًا بأن مثل هذه المواد يستخدم بصورة واسعة في المجالات الطبية والصناعية، كما أن الحصول عليها أكثر سهولة من الحصول على البلوتونيوم واليورانيوم اللازمين لصنع قنبلة نووية بسيطة، ومن بين هذه المواد المشعة التي قد تستخدم في «القنبلة القذرة» السيانور واليورانيوم 238، وبالإضافة إلى قوة انفجارها تخلف هذه القنبلة منطقة من الإشعاعات الكثيفة من شأنها تلويث حي بأكمله أو مدينة، ومن الممكن صنعها أيضًا باستخدام مواد ذات درجة عالية من الإشعاع، مثل أعمدة عوادم وقود المفاعلات النووية أو مولدات كهرباء حرارية ذات إشعاع ذري عالٍ، خصوصا المحطات اليتيمة المهملة (التي بدون راعٍ)، ثم لف هذه المادة المشعة مع المواد التقليدية المتفجرة. وهذه القنبلة مصممة لكي تقتل وتجرح الأشخاص عن طريق قوتها الانفجارية وكذلك تكوين منطقة من الإشعاع المكثف الذي من الممكن أن يمتد إلى أجزاء كبيرة من المدينة. كما أنه كلما زاد حجم القنبلة الإشعاعية زاد نطاق المنطقة المتأثرة بها. ولم يتم من قبل قيام أي دولة أو جماعة إرهابية بتفجير قنبلة إشعاعية، وهي تشكل عند انفجارها غيمة إشعاعية في الجو وتسبب التقيؤ والسرطان والتشوهات الخلقية والموت البطيء.
أما أشعة «ألفا» المنبعثة من «البولونيوم Polonium 201»، فيسهل اتقاء خطرها، إذ يكفي وضع رقاقة من الألومنيوم أو قطعة من الورق، بل وحتى جلد الإنسان الخارجي يستطيع حماية الجسم من تلك الأشعة وبالتالي فيستبعد الاعتماد عليها في تصنيع القنبلة القذرة. وهكذا اعتقد العلماء بأن أشعة «ألفا» عاجزة عن إلحاق الضرر بالإنسان طالما ظلت بعيدة عن الجسم ولم تتسرب إلى الداخل، وهو مايفسر تسمم «ألكسندر ليتفينينكو» الذي قضي عليه على مايبدو بسبب تناول المادة المشعة، إما عن طريق الأكل أو الشرب أو الاستنشاق، ولأن كمية المادة التي دخلت جسمه كانت صغيرة للغاية، قد لا تتجاوز حبيبات الملح المنثور، فإنه لم يتمكن من رؤيتها. لكن بخلاف القنابل القذرة التي تعتمد على أشعة «غاما» والقادرة على قتل الإنسان على نحو محدود إذا تعرض لها مباشرة، فإن موت «ليتفينينكو» يشير إلى أن القنابل القذرة التي تستخدم أشعة «ألفا» والمعروفة بـ«قنابل الدخان»، قادرة على قتل أعداد كبيرة من البشر رغم أنها لا تدخل الجسم بسهولة.
واللافت للنظر أن استخدامات «البولونيوم 201» الذي يتسبب في كل ذلك الأذى للإنسان، تمتد إلى العديد من المجالات الصناعية من حولنا، فهو يستعمل في الصناعة الكهربائية، وفي تحويل الهواء المحيط بالأفلام الفوتوغرافية إلى أيونات تسهل إزالة الغبار، فضلاً عن استخدامه في إدارة الآلات الضخمة التي توجد عادة في مصانع النسيج، بل يستعمل «البولونيوم» أيضاً لتنظيف الغرف التي يتم فيها إنتاج رقاقات الكمبيوتر، وإذا كان من الصعب دفع الناس إلى أكل «البولونيوم»، فإنه ليس من الصعب نفثه في الهواء للاستنشاق، إذ تبرز المشكلة الأساسية بالنسبة للشخص في طريقة إيصال مادته السامة إلى داخل جسم المستهدف وإلحاقه أكبر الضرر بالأنسجة والخلايا التي سرعان ماتتداعى أمام المادة المشعة وتقضي على الضحية في غضون ساعات قليلة، وإذا ما تمكن الشخص من إيجاد حل لتلك المشكلة، فإن أشعة «ألفا» الموجودة في «البولونيوم» تتحول إلى أداة قاتلة قد تستعمل على نطاق واسع، ولأن أشعة «ألفا» تتخلص من نواتها بسرعة، فإنها تضع كل طاقتها داخل مجموعة صغيرة من الخلايا مايؤدي إما إلى قتلها، أو إلى التسبب في تشويهات تقود إلى الإصابة بالسرطان.
وللتخلص من هذه المشكلة عادة ما يلجأ الشخص الذي يسعى إلى استهداف أكبر عدد من الناس، إلى نفث كمية من «البولونيوم» الدقيق في الجو، بحيث يسهل استنشاقه وبالتالي تسربه بسهولة إلى الجسم. فإن هناك العديد من الطرق البسيطة القادرة على إلحاق الأذى بالناس، فمثلاً يمكن للشخص أن يحرق «البولونيوم» بطريقة من الطرق ثم تركه في الهواء ليستقر لاحقاً في الرئة ومن ثم التسبب في الوفاة. وتحاول الولايات المتحدة التعتيم حول كيفية تفتيت «البولونيوم» إلى أجزاء صغيرة يمكن للهواء أن يحملها، أو طريقة حرقه، بحيث يتحول إلى دخان متنقل. لكن في النهاية سيظهر «البولونيوم» بعد انفجار ما كدخان قاتل.
وفي حال ظهور «البولونيوم» في الهواء جراء المعالجة الدقيقة وتحويله إلى غبار ينثر في الفضاء، فإن قدرته المدمرة تصبح أكثر خطراً إذ يمكن لكمية قليلة مستنشقة أن تقود إلى المرض، وفي حالات متقدمة قد تؤدي مباشرة إلى الموت. وهكذا يمكن لقنبلة دخان إذا مانفجرت في مكان مزدحم أن تتسبب في قتل المئات، بل الآلاف من الأشخاص، والأكثر من ذلك أنه في مثل هذه الحالات سيتم إعلان الطوارئ في المستشفيات التي ستكون عاجزة عن التعامل مع أعداد كبيرة من المرضى الملوثين بالإشعاعات الخطرة، وأول من سيتعرض إلى الخطر هم فرق الإنقاذ من رجال الإطفاء والشرطة الذين عادة ما يُهرعون إلى عين المكان لإنقاذ الناس، حيث سيكونون حتماً من بين المصابين، لاسيما في ظل غياب أجهزة رصد متطورة تستطيع كشف أشعة «ألفا» ودرء خطرها.

## القنبلة النظيفة والقنبلة القذرة
القنبلة النظيفة :
هي قنبلة النيوترون ويطلق عليها أيضا اسم رأس تدميرية ذات إشعاع متسارع، وهي عبارة عن سلاح ذري حراري يتم فيها توليد النيوترونات الحرة بواسطة تفاعل هيدروجيني، ولا يتم امتصاص هذه النيترونات داخل الأسلحة وإنما يسمح لها بالهروب والانتشار، ويمثل انفجار النيوترونات بطاقته العالية الآلية المدمرة الرئيسية للقنبلة وتمتلك النيوترونات قدرة اختراق أقوى وأعلى من الأنواع الأخرى للإشعاعات الذرية، وبسبب تلك القدرة العالية على الاختراق لاتستطيع أغلب الدروع التي تصد الأشعة مثل أشعة غاما مثلا مقاومة تلك النيوترونات.
من ناحية أخرى يشير التعبير «إشعاع متسارع» إلى انفجار الأشعة لحظة التفجير، وكانت الولايات المتحدة قد قامت بتطوير قنابل النيوترون كسلاح إستراتيجي مضاد للصواريخ وأيضا كسلاح تكتيكي يستخدم ضد القوات المدرعة، وتعتمد فكرة عمل قنبلة النيوترون كسلاح مضاد للصواريخ على تدمير المكونات الذرية للرؤوس المدمرة بواسطة إغراقها بفيض من النيوترونات عالية الطاقة، أما كسلاح تكتيكي فتقوم قنبلة النيوترون بقتل أطقم المدرعات من الجنود داخلها.
وتؤكد التجارب أن التعرض لجرعة تعادل 600 وحدة إشعاعية يسبب مقتل 50% من المتعرضين لها، ولهذا السبب يتم تصميم قنبلة النيوترون بحيث تنتج 8000 وحدة إشعاعية وبالتالي تسبب وفاة أكيدة وسريعة لأطقم الدروع. إن قنبلة نيوترون تعادل 1 كيلو طن قادرة على قتل طاقم دبابة ت 72 على بُعد 690 متراً من نقطة التفجير بينما لا يتعدى هذا المدى 360 مترا في حالة استخدام قنبلة ذرية من نفس القدرة.
ونتيجة لانفجار قنبلة النيوترون تتوالد إشعاعات ثانوية من سبائك الصلب المصنوعة منها الدروع بدرجة خطيرة ولمدة تتراوح بين 2448 ساعة وكإجراء مضاد قام مصممو الدروع بتوفير حماية ضد قنبلة النيوترون أكثر مما هو موجود في المدرعات السوفيتية ت 72، وقد تم ذلك بتطوير دروع خاصة قادرة على امتصاص النيوترونات باستخدام أنواع خاصة من البلاستيك وأيضا استخدام وقود المركبة كدرع للامتصاص نتيجة للخمد السريع لطاقة النيوترونات بواسطة الجو «حيث تهبط بمعدل العشركل 500 متر بالإضافة إلى تأثير الانتشار».
فإن قنابل النيوترون تعتبر مؤثرة فقط كسلاح ذي مدى قصير ويتم تصميم قنبلة النيوترون لتكون ذات تأثير انفجاري وحراري محدود، بما يسمح للقوات الصديقة بإعادة استخدام مدرعات العدو بعد إخلاء القتلى، لكن يختلف الموقف بالنسبة للمباني حيث يتم تدمير المباني في نطاق 690 متراً عند استخدام قنبلة نيوترون وزنه 1 كيلو طن، وبالتالي لا تتمكن القوات الصديقة من استخدام تلك المباني، وتصنع أغلب قنابل النيوترون باستخدام مخلوط غازي من الديوتيريوم والتريتنيم والسبب في ذلك هو أن هذا المخلوط يحتاج إلى طاقة تفجير صغيرة جدا لتفعيله، وينتج 80% من طاقة الانفجار كنيوترونات عالية الطاقة بينما يستهلك 20% من طاقة الانفجار كحرارة وطاقة انفجارية، لكن المشكلة أن التراتيتم تكلفته باهظة جدا ويتحلل بمعدل 5٬5% سنويا وهذا يجعل بناء قنبلة نيوترون والمحافظة عليها في حالة جاهزية قتالية أمرا أكثر تكلفة من القنابل الذرية التكتيكية الأخرى.
نجحت الولايات المتحدة في تطوير أربعة أنواع من قنابل النيوترون لكنها لم تنتج سوى ثلاثة أنواع منها فقط وهي:
1) القنبلة W66: وكانت ذات طاقة تدميرية 20 كيلو طن، وأوقف إنتاجها في أغسطس 1975.
2) القنبلة W70: وتستخدم في صواريخ اللانس ذات طاقة تدميرية 1 كيلو طن، أوقف إنتاج تلك القنبلة عام 1992 برصيد مخزون 380 قنبلة.
3) القنبلة W82: وتستخدم في دانات المدفعية 155 مم وبنفس القدرة التدميرية 1 كيلو طن، وقد أوقف إنتاجها في أكتوبر 1983 بدون مخزون، ومن المعروف أن روسيا والصين وفرنسا من الدول التي طورت تصميماتها الخاصة بقنبلة النيوترون.
وهناك شكوك حول استخدام تلك الدول لهذه القنابل ضمن ترسانتها العسكرية كما تؤكد بعض الجهات أن إسرائيل قد طورت القنبلة النيوترونية لاستخدامها في معارك المدرعات وبالذات في مرتفعات الجولان.

القنبلة القذرة :
القنبلة القذرة هي أحد الأسلحة الإشعاعية والتي ينتج عنها انتشار مواد مشعة مع تفجير تقليدي ونيران، وقد أصبحت القنبلة القذرة مادة إعلامية مثيرة منذ أحداث 11 سبتمبر 2001، وعلى الرغم من كثرة الحديث عنها في الفترة الأخيرة يحيط القنبلة القذرة العديد من المفاهيم الخاطئة بصفة عامة، الأسلحة الإشعاعية لا تسبب خسائر بشرية جسيمة رغم فداحة تأثيرها النفسي والاقتصادي، من جانب آخر لم توضح التقارير المستفيضة التي تنشرها وسائل الإعلام من وقت لآخر حول القنابل القذرة الحقيقية القائلة بأن تأثير هذه القنابل يعتمد أساسا على حجم الجزئيات المشعة المستخدمة في تصنيع القنبلة.
التركيبة:
ينتج عن الأسلحة النووية تفاعلات نووية تحدث بين مواد معينة أقل إشعاعا وينتج عن ذلك كمية هائلة من الطاقة بالإضافة إلى مواد مشعة ثانوية، بينما تعتمد القنبلة القذرة على نشر مواد هي أصلا ذات إشعاع عالٍ وهذا يعني بالضرورة احتواء القنبلة القذرة على كمية كبيرة من المواد المشعة لتبدأ من خلالها عملية نشر المواد المشعة بنسب عالية، وهذه الضرورة تجعل من الصعب جدا تحضير هذا النوع من الأسلحة كما يمكن كشفها بسهولة كبيرة «بواسطة قياس نسب الإشعاع من بعد مثلا». ومن المواد المحتمل استخدامها لإنتاج القنبلة القذرة النظائر والتي توجد عادة بكميات قليلة باستثناء أماكن تصنيعها التي تكون خاضعة لحماية مشددة في العادة.
التأثير البيولوجي والانتشار:
على المدى القصير ينتج عن التعرض للإشعاع بنسب كافية أمراض إشعاعية تصل خطورتها إلى تشويه الكائنات الحية وربما الوفاة، أما على المدى الطويل فيزيد التعرض الإشعاعي من مخاطر الإصابة بالأنواع المختلفة لمرض السرطان، وهناك مبالغة في تقدير طبيعة انتشار المواد الناتجة عن تفجير القنبلة القذرة والحقيقة أن الجزئيات الصغيرة والأبخرة المشعة تنتشر في الهواء الطلق بتأثير مخفف في حين أن الجزئيات الكبيرة جدا لا يمكنها الانتشار لمسافات بعيدة عن نقطة التفجير، وعلى سبيل المقارنة في انفجار مفاعل تشيرنوبيل الروسي لم يتسرب سوى 5% فقط من المواد المشعة المستخدمة، ولكن نتج عن ذلك إشعاع نسبته 12 مليون كيوري «وحدة قياس الإشعاع» في اللحظات الأولى من الانفجار وأيضا 40 مليون كيوري نتج عن الحريق خلال الأيام التسعة الأولى.
أما في حالة تفجير قنبلة ذرية زنتها 20 كيلو طن ينتج 600 مليون كيوري في الدقيقة الأولى بعد الانفجار و 5 ملايين كيوري بعد ساعة، كما تحتوي قضبان المفاعلات النووية المستنفذة على آلاف الملايين من الوحدات الإشعاعية «كيوري» ومن الصعب جدا التعامل مع تلك القضبان، لذلك يتم حفظها وتخزينها تحت إجراءات أمنية شديدة كما تحتوي بعض قضبان الكوبالت المستخدمة في الأغراض الصناعية على 10٬000 كيوري، ولهذه القضبان خطورة بالغة لأنها قد تستخدم في تصنيع القنابل القذرة.
الفارق بينهما:
1) القنبلة النظيفة تصنيعها مكلف وتجهيزها للاستخدام أكثر تكلفة.
2) القنابل النظيفة والقذرة تمتازان بالدقة في القتل والتدمير بالإشعاع.
3) تم تصميم القنبلة النظيفة بما يسمح للقوات الصديقة بإعادة استخدام مدرعات العدو بعد إخلاء القتلى.
4) القنبلة القذرة لا تسبب خسائر بشرية جسيمة رغم فداحة تأثيرها النفسي والاقتصادي.